# 进球吧！少年
《进球吧！少年》（維吾爾語：تەپكىن شاكىچىك‎）是Steve Weiz执导，Michaël Souhaité编剧，埃里克·坎通纳、屈菁菁、吾希亚尔、陈百祥主演，蒋雯丽、维利博尔·米卢蒂诺维奇特别出演的中国剧情片。电影由北京鹰美影业有限公司、法国戛德影视公司（QUAD FILMS）出品，普罗菲德弗影业有限公司（PROFIDEV）等公司联合出品，《进球吧！少年》于2023年6月17日正式上映。
《进球吧！少年》以足球为主要元素，讲述的是被诬陷的昔日足球巨星埃里克·坎通纳误打误撞进入新疆村庄，带领村庄热爱足球的孩子们夺冠并战胜行贿受贿的俱乐部老板的故事。

## 剧情
曼彻斯特联足球俱乐部的传奇球星埃里克·坎通纳退役后成为了足球教练，并前往中国上海执教球队。在联赛的关键比赛中，埃里克拒绝了球队金老板“踢假球”的要求，率队夺冠。此举使其遭到杀身之祸，被黑帮带往沙漠毁尸灭迹。幸运的埃里克逃过一劫，但新疆的戈壁和沙漠阻挡了他的脚步，埃里克在沙漠中晕厥过去。
吾希亚尔是生活在戈壁边小村庄的小朋友。吾希亚尔前往集市卖羊的途中，碰到晕倒的埃里克，吾希亚尔顾不上卖羊，将这个传奇球星“捡”回村庄。苏醒的埃里克本欲离开，但从电视上得知金老板诬陷自己，自己已经被警方通缉。没有证据证明自己清白的埃里克不得不暂时躲在这个维吾尔村庄中。村民本欲举报埃里克，但热爱足球的吾希亚尔却很相信埃里克，设计使其留在村中，并成为村子七人制足球队的教练。
在经历艰苦的训练、以及学习和生活带来的各方面压力后，球队获得了与邻村比赛的胜利。将邻村球队吸纳进自己的球队后，一支完整的七人制足球队开始为全国小学生杯足球锦标赛进行准备。与此同时，本在度假的女警马筝被召回参与搜寻埃里克的案子中。在调查过程中，马筝发现事有蹊跷。进入锦标赛的球队在隐藏身份，假扮“球迷”残疾大爷埃里克的指导下屡屡获胜，然而在一次获胜的庆祝时，被赛事组织者、埃里克的仇人金老板的手下发现。
得知埃里克下落的金老板派出杀手，但被埃里克和村民制服。警察同时查到了埃里克的行踪，在警察抵达村庄的前一刻，埃里克随队前往上海参加锦标赛决赛。此行埃里克不仅要率队夺冠，还要找到金老板行贿受贿的证据。决赛赛场上，埃里克假扮保安进场。然而他叫喊布置战术的行为，被同样在场的金老板察觉。金老板告知警察将埃里克带离现场。埃里克和马筝说明事实，马筝选择相信埃里克，并在中场休息时，配合小球员们获得金老板行贿的证据。最终，小球员们获得了冠军，埃里克也获得了清白。

## 角色
| 角色          | 演员                  | 介绍       |
| ------------- | --------------------- | ---------- |
| 埃里克·坎通纳 | 埃里克·坎通纳         | 足球教练   |
| 林佳          | 屈菁菁                | 乡村教师   |
| 金老板        | 陈百祥                | 俱乐部主席 |
| 吾西亚尔      | 吾西亚尔·艾克拜尔     | 足球少年   |
| 马筝          | 蒋雯丽                | 女警       |
| 陈滨          | 涂世旻                | 坎通纳助手 |
| 黄健翔        | 黄健翔                |            |
| 米卢先生      | 维利博尔·米卢蒂诺维奇 |            |

## 制作

### 背景
足球运动在新疆有着广泛的群众基础，从5-6岁开始，新疆的小朋友们就已经开始接触足球。截止2021年，新疆有760余所全国青少年校园足球特色学校，千只校园足球队，参与足球活动的中小学生余十万。不过在新疆乡村地区，足球运动的开展时常面临硬件设施较差、基层教练业余等艰苦条件。
《进球吧！少年》的制作人兼出品人陶叶健本经营着广告公司，因为广告拍摄时常前往新疆取景。而陶叶健本为足球球迷，也因此他结识了许多喜爱足球的新疆人。2015年，陶叶健产生了为新疆足球拍摄电影的想法。在准备剧本和拍摄期间，陶叶健又因工作关系和法国戛德影视公司（QUAD FILMS）和普罗菲德弗影业有限公司（PROFIDEV）有了接触。陶叶健不仅让法国公司对新疆足球题材产生了兴趣，还结识了法国球星埃里克·坎通纳。陶叶健和坎通纳结识的同时，导演比利亚尔·阿木提正在拍摄纪录片《中国最遥远的足球》。熟悉新疆足球的比利亚尔参与合作了电影的拍摄。

### 选角
坎通纳得知陶叶健的拍摄内容后，对电影产生了兴趣并答应以零片酬拍摄该片。陈百祥、蒋雯丽等人也加入了《进球吧！少年》的拍摄。小球员角色的选取则颇费周章，最初主创团队对是选取会演戏的演员还是真正会踢球的球员有一定分歧。结果主创团队在新疆超过2000个小足球运动员中，经过数月选拔和培训，选择出十几位9到14岁的小球员成为演员。其中，主演吾西亚尔·艾克拜尔来自克拉玛依市独山子区，通过视频面试获得出演主角的机会。片中唯一女球员由吐鲁番地区鄯善县连木沁镇汗都坎学校学生努日曼古丽·艾克拜尔扮演。
《进球吧！少年》中的一些小球员在电影拍摄完成后已经进入职业足球俱乐部。2022年底，努日曼古丽·艾克拜尔已经成为乌鲁木齐市高级中学足球队的球员。铁木尔扮演者艾力亚尔结束拍摄后成为新疆天山雪豹足球俱乐部梯队的一员，球队解散后，加盟广西东兴国门足球俱乐部。另一位演员艾合买提江·阿布都外力电影拍摄完不久进入北京体育大学中国足球运动学院（北京体育大学秦皇岛校区），毕业后成为广西蓝航足球俱乐部的一份子。

### 拍摄
《进球吧！少年》在2017年开机拍摄，曾在吐鲁番市高昌区取景，也曾在上海市取景。电影共花费超过5000万元人民币。

## 发行困局
电影最初计划于2018年国际足联世界杯期间上映，然而为保证电影质量，主创团队延长了拍摄时间。影片延期拍摄完成，又面对包括中华人民共和国国家电影局及诸多协审部门的审查。一年多的审查、修改后，《進球吧！少年》方才获得国家电影局电影公映许可证。然而正当主创团队寻找发行公司时，COVID-19疫情的袭来又使电影宣发暂停。与此同时，电影主角埃里克·坎通纳因拍摄关于维吾尔族的中国政治宣传电影，受到了西方媒体和政客的口诛笔伐。几经挫折的《进球吧！少年》在疫情好转后开始寻找新的发行公司，但又错过了2022年国际足联世界杯。紧接着电影又面临着李铁案的东窗事发引发的2022年中国足坛反腐风暴。直至2023年，《进球吧！少年》才得到尽快上映的批复。
2023年6月11日，《进球吧！少年》在上海首映，原中国国家足球队主教练维利博尔·米卢蒂诺维奇、退役足球运动员谢晖等人参加了首映式。2023年6月17日，父亲节前夕，《进球吧！少年》正式上映。

## 票房信息
《进球吧！少年》上映首日票房33.9万元人民币，首周票房41.3万人民币，截止2023年7月17日，累计票房69.2万元人民币。除上映首日外，《进球吧！少年》在2023年端午节假期（6月22日至24日）和古尔邦节假期（6月28日至30日）迎来了两个票房高峰。